# San Antonio de Lomerío
San Antonio de Lomerío è un comune (municipio in spagnolo) della Bolivia nella provincia di Ñuflo de Chávez (dipartimento di Santa Cruz) con 8.828 abitanti (dato 2010).